# Avimaia

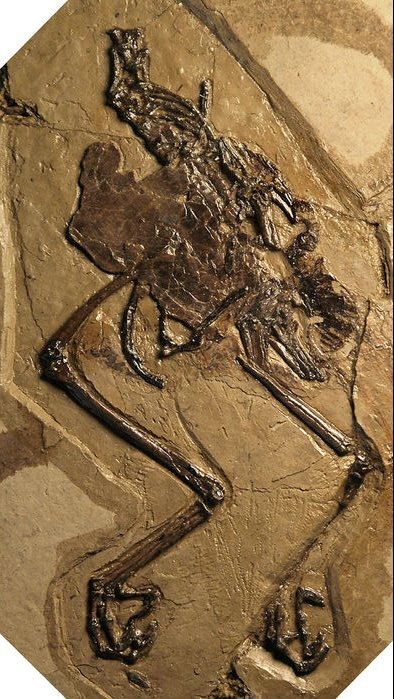
Het holotype

Avimaia is een geslacht van uitgestorven vogels uit het Vroeg-Krijt van het huidige China, behorende tot de Enantiornithes. De enige beschreven soort in het geslacht is Avimaia schweitzerae.

## Vondst en naamgeving
Bij Changma in Gansu werd in 2006 het skelet gevonden van een kleine vogel.

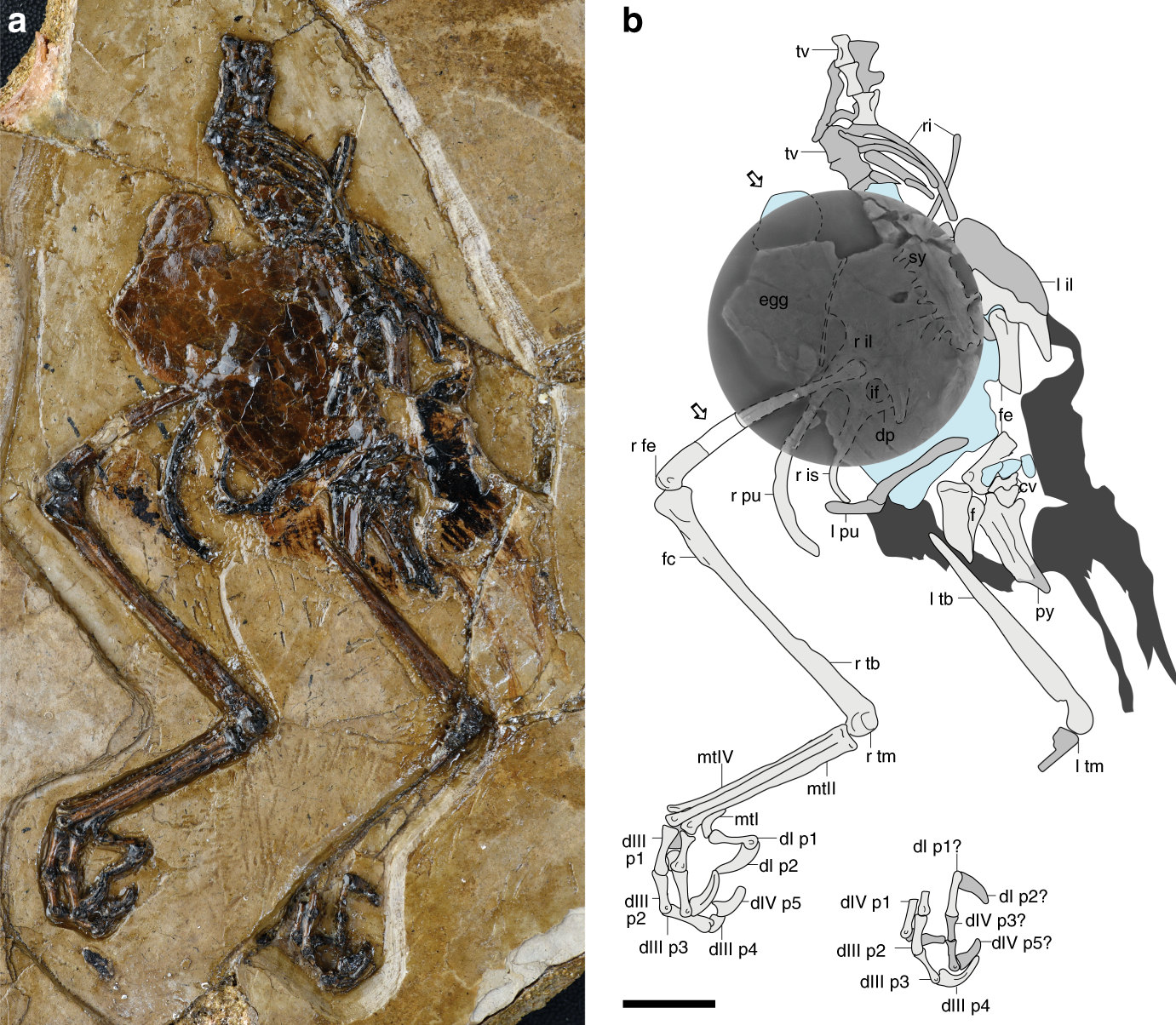
Diagram van het holotype

In 2019 werd de typesoort Avimaia schweitzerae benoemd en beschreven door Alida M. Bailleul, Jingmai Kathleen O’Connor, Zhang Shukang, Li Zhiheng, Wang Qiang, Matthew C. Lamanna, Zhu Xufeng en Zhou Zhonghe. De geslachtsnaam is een combinatie van het Latijn avis, 'vogel', en Maia, de moedergodin, een verwijzing naar het feit dat het fossiel gevonden werd met een ei in de buikholte. De soortaanduiding eert Mary Higby Schweitzer, een grondlegger van de toepassing van de moleculaire biologie in de paleontologie.
Het holotype IVPP V25371 is gevonden in een laag van de onderste-middelste Xiagouformatie die wellicht dateert uit het Aptien. Dit is hetzelfde specimen dat in eerdere studies werd aangeduid met de veldnummers CAGS-IG-06-CM-012 en FDRC-06-CM-012. Het bestaat uit een gedeeltelijk skelet zonder schedel platgedrukt op een enkele plaat. De achterste helft van het lichaam is bewaardgebleven. Het skelet ligt in verband en is van de onderkant zichtbaar. Het bewaart delen van het verenkleed en een ei. Het vertegenwoordigt een jongvolwassen exemplaar van minstens één jaar oud. Toegewezen is specimen CAGS-IG-04-CM-007, een gedeeltelijk skelet zonder schedel, gevonden in 2004. Het ligt niet in verband en bevat delen van het bekken en de achterpoten.

## Beschrijving

### Grootte en onderscheidende kenmerken
Avimaia is een vrij kleine soort, vermoedelijk nog geen twintig centimeter lang.
De beschrijvers wisten twee onderscheidende kenmerken vast te stellen. Het zijn autapomorfieën, unieke afgeleide eigenschappen. Het schaambeen is teergebouwd en naar boven gekromd in een holle buiging van de achterrand over de volle lengte. Het achterste uiteinde van het zitbeen is naar boven gekromd.

### Skelet
Het heiligbeen bestaat uit acht sacrale wervels. Het eerste middenvoetsbeen is J-vormig waarbij het afstaande uiteinde dat de gewrichtsknobbels draagt twee derden van de lengte heeft van de schacht, wat relatief kort is.

### Ei

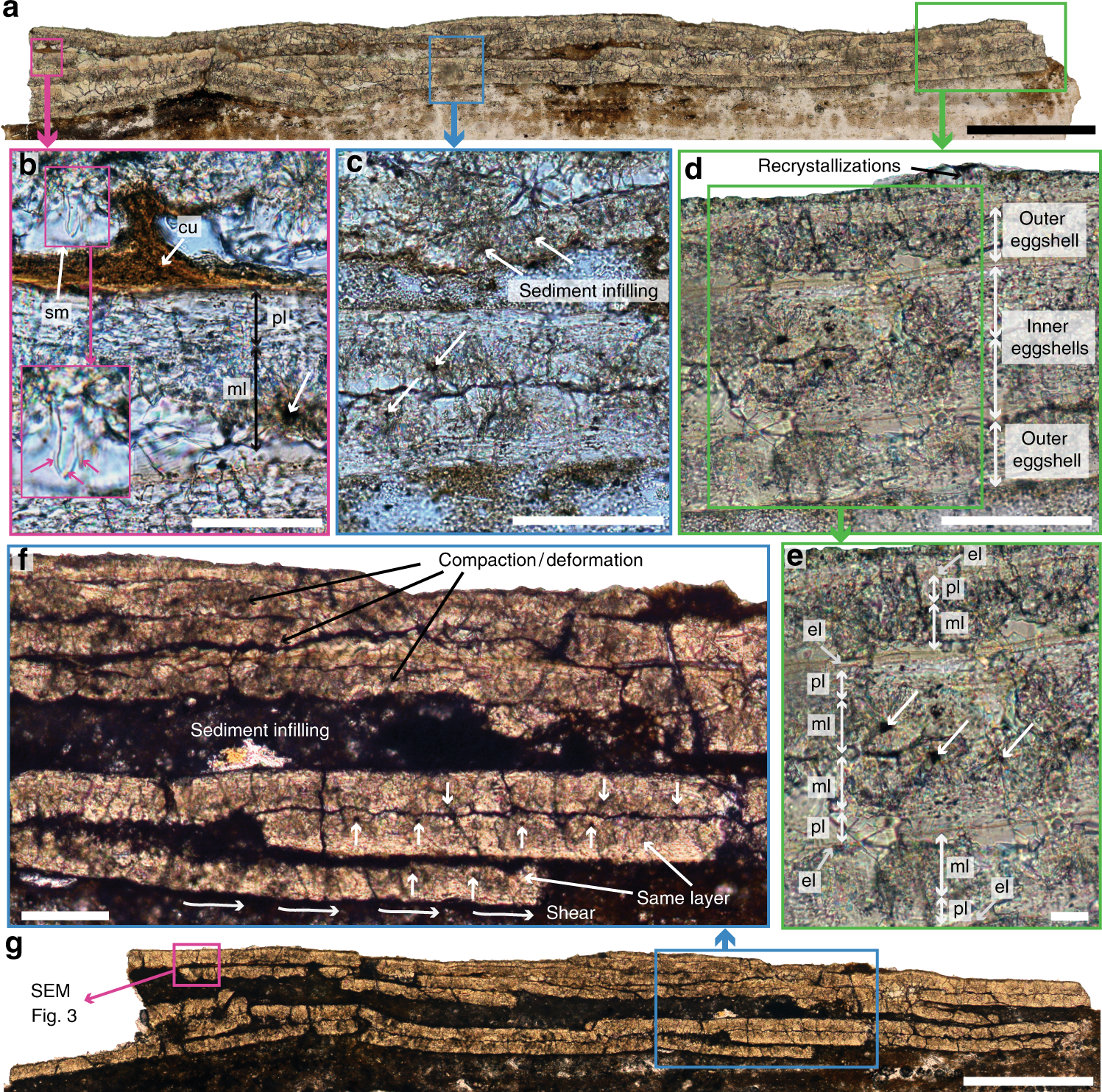
Doorsnede van de eierschalen

Tussen de schaambeenderen ligt een geplet ei, de eerste keer dat een ei in de buikholte van een fossiele vogel is aangetroffen. Het loopt van de laatste ruggenwervel tot aan de voorkant van de pygostyle, de achterste vergroeide staartwervels. Het beslaat een oppervlakte van 5,2 cm². Het bestaat niet alleen uit een omtrek van organische resten: de eierschalen zelf zijn bewaard gebleven, wat ook weer uniek is maar voor de hele Theropoda. De gecombineerde schalen hebben een dikte van  0,2 tot 0,4 millimeter. 

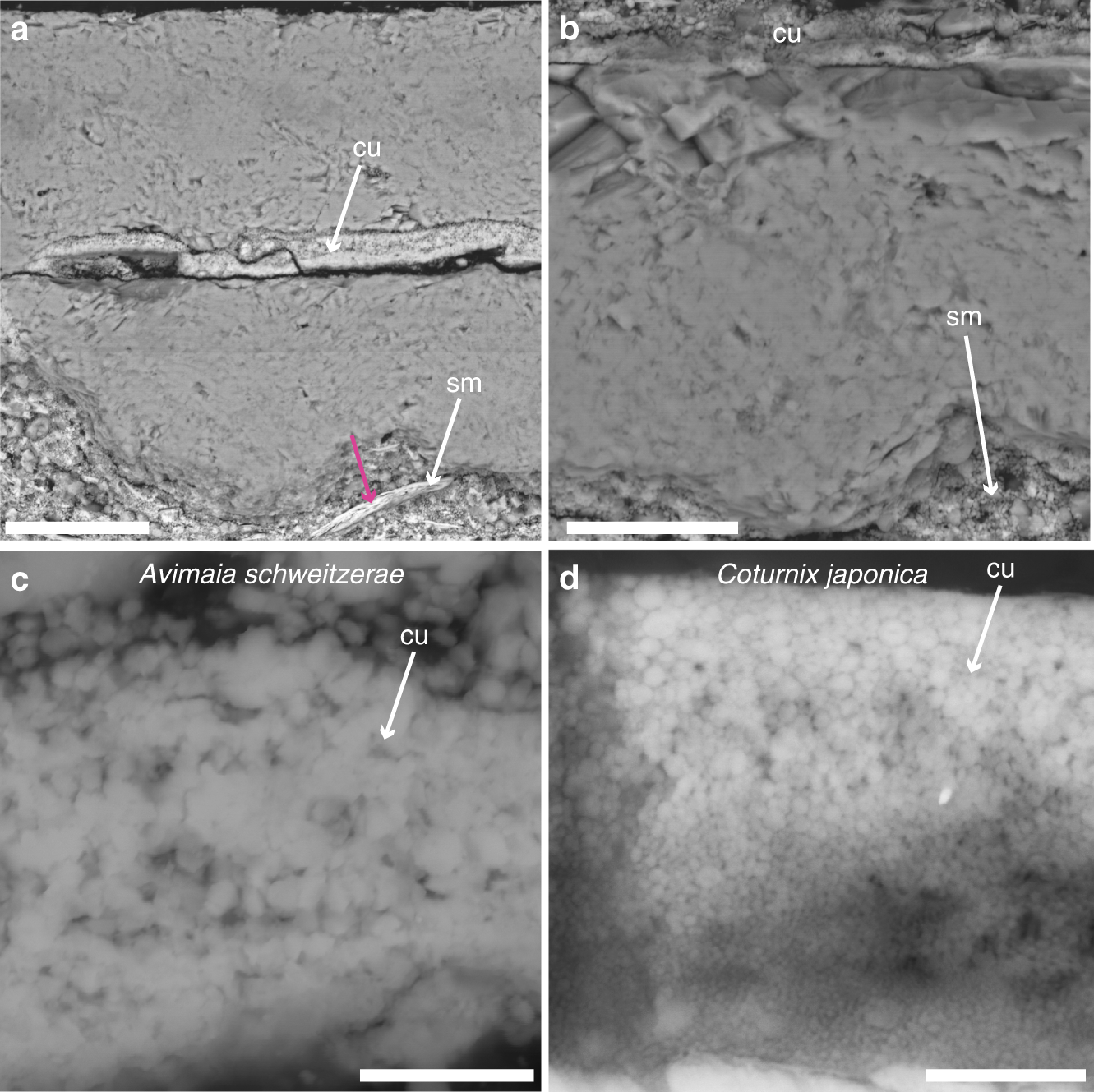
Een sectie van de cuticula en het membraan vergeleken met die van Coturnix japonica rechts

Een sectie wees vier tot zes lagen uit, elk ongeveer 0,05 millimeter dik. De kalklagen bestaan ieder weer uit drie dunnere laagjes, onderverdeeld als bij de enkele eierschalen van moderne vogels: een binnenste mammillaire laag, een prismatische laag en een dunne buitenwand. De schaal is relatief dun; eerder gemelde fossiele schalen van Enantiornithes zijn dikker. Ook zijn de prismatische laag en de buitenste laag samen dunner dan de mammillaire laag terwijl ze normaal dikker zijn. Aan de buitenzijde van het geheel is nog een bruine organische laag zichtbaar, vermoedelijk het restant van de cuticula. Deze laag bevat mikrobolletjes van calciumfosfaat net als bij sommige levende vogels. Verder zijn er resten bewaard van het eimembraan, de membrana testacea. De vezels van het membraan zijn zichtbaar en hebben een lengte van tussen de anderhalf en vier micrometer. Mogelijkerwijze bevatten ze nog wat van de oorspronkelijke eiwitten. Het is waarschijnlijk dat de lagen van het ei tijdens de fossilisatie onderling verschoven zijn.
De aanwezigheid van vier tot zes lagen is problematisch. Overwogen is of het niet om twee eieren zou kunnen gaan maar dan zouden de bovenste twee schalen ten opzichte van elkaar gespiegeld zijn als ze de tegenoverliggende schalen van één ei zouden vertegenwoordigen. In feite zijn ze beide gespiegeld ten opzichte van het onderste paar. Daarbij is er nauwelijks plaats voor twee eieren van die grootte. Verder wordt algemeen aangenomen dat Eumaniraptora maar één functionele eileider hadden. Geconcludeerd werd dat het ging om een pathologische afwijking die in de eileider een dubbele schaalafzetting veroorzaakte. Zo'n afwijking is niet ongewoon bij sommige soorten moderne vogels zoals de kip. Meestal hangt dit samen met een retentie van het ei door stress. Zo'n vertraging kan ook een verkleving veroorzaken die fataal is voor het dier; de beschrijvers speculeerden dat het holotype hieraan overleden is hoewel dat moeilijk te toetsen valt.

### Medullair bot

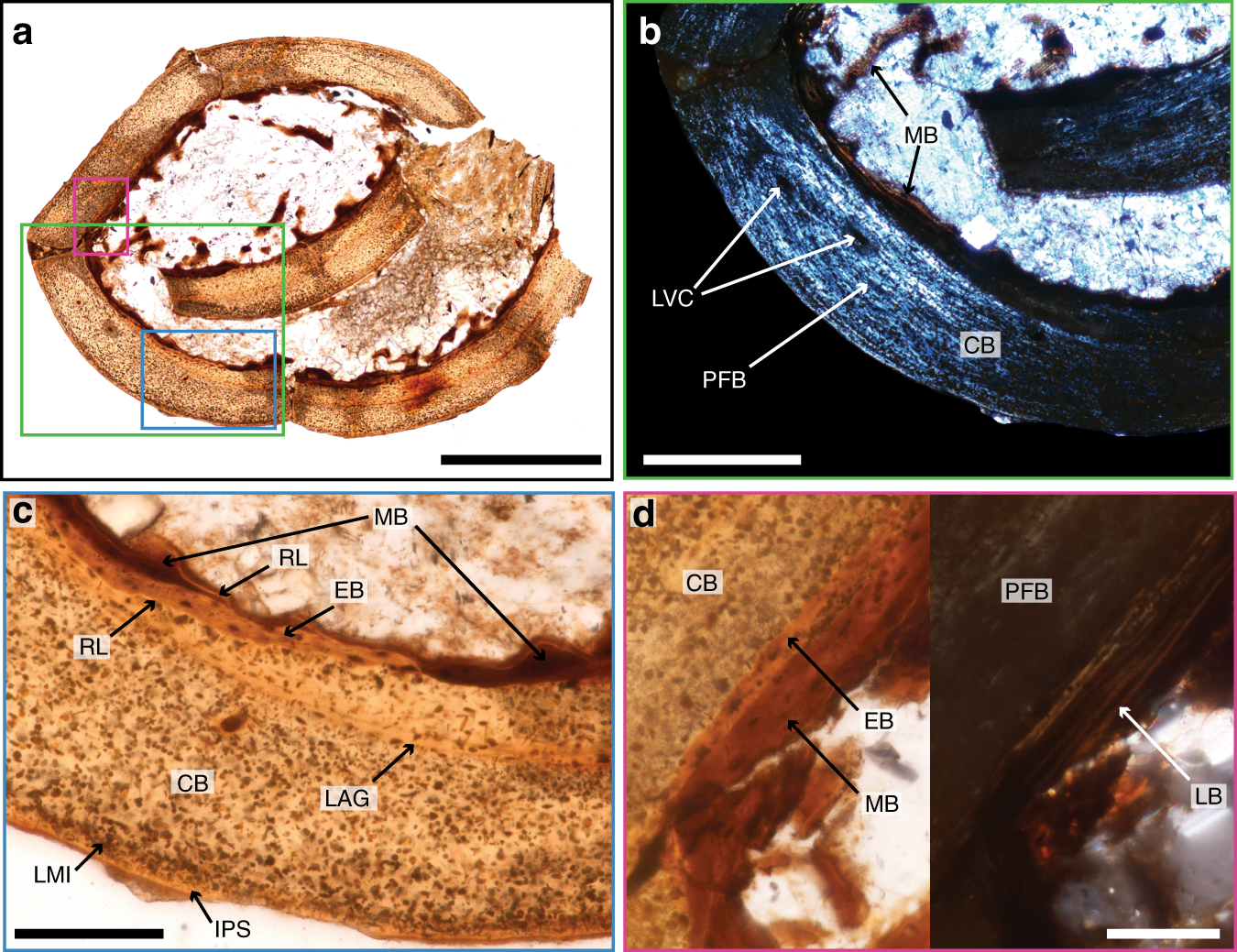
Het medullair bot

In het dijbeen is medullair bot aangetroffen van het type dat bij de wijfjes van moderne vogels gebruikt wordt om kalk aan te onttrekken tijdens de leg. Dit bevestigt dus dat het inderdaad om een ei gaat. Het medullair bot was aanwezig in een niet al te dikke donkere laag rond de mergholte. De binnenzijde van de laag is onregelmatig. De laag toont geen jaarringen en is niet sterk gevasculariseerd, van aderen doortrokken. Een verdere bevestiging werd gezien in het ontbreken van lange staartveren waarvan het vermoed wordt dat die alleen bij de mannetjes van Enantiornithes voorkomen.

## Fylogenie
Avimaia werd in 2019 in de Enantiornithes geplaatst. Een cladistische analyse toonde een afgeleide positie in die groep in een 'kam' of polytomie met Neuquenornis, Enantiophoenix, Concornis en Eoenantiornis.